# Izar
Izar (Epsilon Boötis / ε Boo / ε Boötis) è una stella binaria nella costellazione di Boote. Il nome Izar deriva dall'arabo إزار, Izār, cioè "Velo". Altri nomi storici sono Mirak (dall'arabo مراق Marāq "Fianchi" [dell'Orsa Maggiore]), Pulcherrima (latino per "bellissima") e Mizar.
Di magnitudine apparente + 2,35, dista 210 anni luce dal sistema solare.

## Osservazione
È situata nell'emisfero celeste boreale. Grazie alla sua posizione non fortemente boreale, può essere osservata dalla gran parte delle regioni della Terra, sebbene gli osservatori dell'emisfero nord siano più avvantaggiati. Nei pressi del circolo polare artico appare circumpolare e resta sempre invisibile in prossimità dell'Antartide. La sua magnitudine pari a 2,3 le permette di essere facilmente individuata anche da centri urbani di dimensioni medie.
Il periodo migliore per la sua osservazione nel cielo serale va da fine marzo ad agosto; nell'emisfero nord è visibile anche verso l'inizio dell'autunno, grazie alla declinazione boreale della stella, mentre nell'emisfero sud può essere osservata limitatamente nei mesi tardo-autunnali australi.

## Caratteristiche fisiche

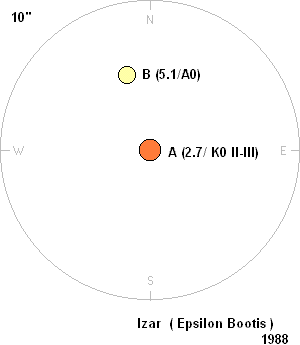
Illustrazione delle due componenti del sistema di Izar

Izar è una stella binaria, composta da una luminosa gigante arancione e una più piccola stella bianca di sequenza principale di classe A2, separata dalla principale di almeno 185 U.A., con un periodo orbitale superiore ai 1000 anni.
Il sistema ha un'età stimata di circa 300 milioni di anni; la gigante arancione, nata come una calda stella di tipo B ed evolutasi più rapidamente della compagna perché più massiccia, si trova ora in una fase piuttosto tarda della sua evoluzione, avendo già esaurito tutto l'idrogeno interno al proprio nucleo. In futuro, nel prossimo miliardo d'anni, la più piccola stella di sequenza principale, che ha una massa doppia rispetto al Sole ma solo la metà della compagna, seguirà anch'essa lo stesso cammino della gigante, che a quel punto avrà perso gran parte della sua massa e sarà diventata una nebulosa planetaria, con al centro una piccola e densa nana bianca.
Osservazioni compiute col satellite Gaia hanno identificato due possibili compagne più distanti: a 4900 UA si trova una nana bruna e a 2,9 anni luce la stella 2MASS J14454000+2615167, probabilmente una nana arancione. Nonostante la distanza dalla coppia principale, anche quest'ultima componente pare avere lo stesso moto proprio nello spazio.

## Etimologia e cultura
Il nome deriva dall'arabo إزار izār,  "velo". Viene chiamata anche Mirac, Mirak o Mirach, nomi simili a quelli di Beta Andromedae. Nelle tavole alfonsine è menzionata come Perizoma. Un altro nome della stella è Pulcherrima, "bellissima", ribattezzata così dall'astronomo tedesco Friedrich Georg Wilhelm von Struve nell'osservare il bel contrasto tra le due componenti.